# Lưu Ba (nhà Lý)
Lưu Ba (Chữ Nho: 劉波; ?–1161?) là một đại thần nhà Lý trong lịch sử Việt Nam, phục vụ trong các đời vua Lý Nhân Tông và Lý Thần Tông.

## Cuộc đời
Theo sách Đại Nam nhất thống chí, Lưu Ba là em trai của Thái úy Lưu Khánh Đàm. Hai anh em quê ở thôn Yên Lãng, quận Cửu Chân (nay thuộc tỉnh Thanh Hóa). Cũng theo nguồn trên, Lưu Ba từng tham gia đánh Tống ở sông Phú Lương (tức sông Cầu, còn gọi là Như Nguyệt), chứng tỏ ông đã tham gia cuộc chiến bảo vệ phòng tuyến sông Như Nguyệt cùng với Lý Thường Kiệt vào 1077.
Cuối thời Lý Nhân Tông (1066–1128), Lưu Ba giữ chức Nội nhân Hỏa đầu. Chức Hỏa đầu bên Tống là chức quan rất thấp, thường là tôi tớ phụ trách ẩm thực trong hoàng cung, nên chưa rõ vai trò của Lưu Ba trong triều đình ra sao.
Năm 1128, vua Lý Nhân Tông băng hà, Thái tử Lý Dương Hoán lên ngôi, tức Lý Thần Tông. Lưu Ba cùng Dương Anh Nhĩ từ Nội nhân Hỏa đầu được thăng chức Thái phó, trở thành quan đầu triều chỉ dưới Thái úy Lê Bá Ngọc. Ông lại được xét công chống Tống, ban tước Quốc công. Sau đó, ông cùng Mâu Du Đô được Thần Tông cử đi mang lễ vật của vua đến nhà của Sùng Hiền hầu.
Cuối đời, ông cùng anh trai dựng nhà ở vùng đất mà thời nhà Trần thuộc huyện Ngự Thiên (thời Nguyễn là huyện Hưng Nhân, ngày nay là thuộc huyện Hưng Hà, tỉnh Thái Bình). Lúc về già, ông cho dựng một ngôi chùa trong xã, được vua ban cho tên là chùa Báo Quốc.
Căn cứ Đại Việt sử ký toàn thư, sự kiện anh trai ông là Thái úy Lưu Khánh Đàm chết được chép tận hai lần, với mốc thời gian cách xa nhau (1136 và 1161). Một số nhà nghiên cứu cho rằng mốc thời gian sau (1161) là năm ông qua đời. Theo đó, có khả năng ông từng giữ chức Thái úy. Ông được phối thờ trong đền Lưu Tiết độ sứ.